# Făgetu de Jos
Făgetu de Jos – wieś w Rumunii, w okręgu Alba, w gminie Poiana Vadului. W 2011 roku liczyła 79 mieszkańców.